# Індустріалбанк
АКБ «Індустріалбанк» — універсальний банк, що надає повний комплекс послуг корпоративним та приватним клієнтам. Зареєстрований у 1990 році.
Банк здійснює свою діяльність на підставі генеральної банківської ліцензії № 126, виданої Національним банком України (далі — «НБУ») 12 жовтня 2011 року. Банк також має ліцензії на здійснення професійної діяльності на фондовому ринку — операцій із цінними паперами, видану Національною комісією з цінних паперів та фондового ринку: серія АЕ № 185078 від 17 жовтня 2012 року (брокерські операції), серія AЕ № 185079 від 17 жовтня 2012 року (дилерські операції).
Банк є членом Фонду гарантування вкладів фізичних осіб.
У 2016, 2017 та 2018 роках аудит діяльності банку здійснював KPMG.
АКБ «Індустріалбанк» належить до числа середніх банків України за розміром активів, згідно з класифікацією Національного банку України. Банк приймає вклади від фізичних і юридичних осіб і надає кредити, здійснює платіжне обслуговування в Україні та переказ коштів за кордон, проводить торгові операції з цінними паперами, випуск платіжних карток, операції з обміну валют і надає банківські послуги своїм корпоративним та роздрібним клієнтам. Головний офіс банку розташований у м. Київ. Банк має 38 відділення (2020 р.: 34 операційних відділень).
АКБ «Індустріалбанк» є учасником Української міжбанківської валютної біржі та членом таких організацій:
- Український кредитно-банківський союз
- Українська міжбанківська Асоціація членів Europay International «ЕМА»
- Асоціація українських банків
- Асоціація «Перша фондова торговельна система»
- Фонд гарантування вкладів фізичних осіб
- Всеукраїнське бюро кредитних історій
- Міжнародна система грошових переказів Western Union
- Міжнародна мережа Reuters
- Регіональний фондовий союз
- Міжнародна система SWIFT
- Банківська асоціація країн Центральної та Східної Європи («ВАСЕЕ»).
- Міжнародна платіжна система MasterCard/Europay (Affiliate Member)
- Міжнародна платіжна система VISA CEMEA (Cash Disbursement Member)
- Міжнародна система грошових переказів Анелік
- Асоціація «Київський банківський союз»

## Злиття з АБ «ЕКСПРЕС-БАНК»
8 лютого 2017 року повідомлялося про наміри власників Індустріалбанку та іншого українського Експрес-банку об'єднати свої установи.
1 серпня 2017 року відбулися загальні збори акціонерів АБ «ЕКСПРЕС-БАНК» та учасників АКБ «ІНДУСТРІАЛБАНК», на яких було прийнято рішення про приєднання АБ «ЕКСПРЕС-БАНК» до АКБ «ІНДУСТРІАЛБАНК». Рішенням зборів було затверджено план реорганізації, відповідно до якого 1 грудня 2017 р. визначено датою підписання передавального акту. 4 грудня 2017 року відбулися загальні збори акціонерів АБ «ЕКСПРЕС-БАНК» та учасників АКБ « ІНДУСТРІАЛБАНК». Був затверджений передавальний акт та прийняте рішення про випуск акцій з метою конвертації акцій АБ «ЕКСПРЕС-БАНК» (як банку, що приєднується), в акції АКБ «ІНДУСТРІАЛБАНК» (як банку-правонаступника).

## Структура власності
Дворецькі Ігор, Роза та Ганна — 72,97 %;
Держава в особі Кабінету Міністрів України — 7,79 %;
Інші — 19,24 %.

## Власний капітал банку
Станом на 1 червня 2020 р. власний капітал банку становить 1 287 154 тис. грн, в тому числі:
- статутний капітал — 607 798 тис. грн

- незареєстрований статутний капітал — 248 768 тис. грн

- додатковий сплачений капітал — 8 022 тис. грн
- резерви переоцінки — 590 тис. грн
- резервні та інші фонди — 261 297 тис. грн
- нерозподілений прибуток– 130 679 тис. грн

Статутний капітал банку станом на 31 грудня 2017 р. сформований та внесений повністю виключно грошовими коштами в еквівалентному розмірі 607 798 тис. грн. Грошові внески до статутного капіталу у розмірі 607 798 тис. грн здійснювались під час емісій акцій банку, які мали місце протягом 1990—2010 років.